# Group sounds
Group sounds (グループ・サウンズ, Gurūpu Saunzu) muitas vezes abreviado como GS, é um gênero da música rock japonesa, que se tornou popular em meados da década de 1960 e iniciou a fusão do gênero japonês kayōkyoku com o rock ocidental. Suas técnicas de produção musical foram consideradas como tendo um papel pioneiro na música popular japonesa moderna.
O group sounds surgiu após a apresentação da banda britânica The Beatles no Budokan em 1966, e foi fortemente influenciado pela música beat britânica dos anos 1960. Artistas do gênero  incluíam The Tigers, The Tempters, The Spiders, The Mops e The Golden Cups. O movimento atingiu seu pico no final de 1967, quando Jackey Yoshikawa & Blue Comets venceu o Japan Record Award.